# Maykel Massó
Maykel Demetrio Massó Bavastro (* 8. Mai 1999 in Santiago de Cuba) ist ein kubanischer Leichtathlet, der sich auf den Weitsprung spezialisiert hat. 2016 wurde er mit 17 Jahren U20-Weltmeister. Sein bislang größter sportlicher Erfolg stellt der Gewinn der Bronzemedaille bei den Olympischen Sommerspielen 2021 in Tokio dar.

## Sportliche Laufbahn und Leben
Maykel Massó wurde als jüngstes von drei Kindern geboren. Er stammt aus einer sportbegeisterten Familie. Sein Vater war ebenfalls Leichtathlet und trat in seiner aktiven Zeit im 400-Meter-Lauf an, der Onkel war Turner. In der Schulzeit fing er mit Basketball an, bevor er, den Fußspuren seines Vaters folgend, sich ebenfalls der Leichtathletik zuwendete. Seine guten Sprintleistungen erlaubten ihm eine Schule mit sportlichem Profil zu besuchen. In seiner Anfangszeit in der Leichtathletik trat Massó zunächst im Fünfkampf an, bevor er sich verstärkt auf den Hochsprung und den 1000-Meter-Lauf beschränkte. Auch im Weitsprung begann er anschließend sich zu verbessern. 2013 wurde er kubanischer Schulmeister im Weitsprung. Aufgrund seiner mangelnden Körpergröße verzichtete er anschließend auf die Hochsprungwettbewerbe und verbesserte hingegen seine Bestleistungen im Weitsprung kontinuierlich, wodurch er in das U20-Team Kubas in Havanna stieß und dort seine schulische Ausbildung an der EPEF Sports School fortsetzte.
Maykel Massó trat erstmals 2014, im Alter von 15 Jahren, in Weit- und Hochsprungwettkämpfen in seiner kubanischen Heimat an. Im Februar 2015 sprang er noch im selben Alter eine Weite von 7,85 m, die zuvor niemand in diesem Alter jemals sprang. Einen Tag nach seinem 16. Geburtstag übersprang er im Mai 2015 die Acht-Meter-Marke. Damit reiste er als einer der Topfavoriten zu den U18-Weltmeisterschaften in Cali. Im Finale gewann er dann die Goldmedaille mit gesprungenen 8,05 m. Bei den U20-Panamerikameisterschaften blieb er fast einen Meter unter seinen Möglichkeiten und belegte dort den zehnten Platz. Einen Monat später trat er dann auch bei den Weltmeisterschaften in Peking, seinen ersten internationalen Meisterschaften bei den Erwachsenen, an. Dort sprang er 7,70 m und schied als Zehnter in seiner Qualifikationsrunde aus.
In der Saison 2016 steigerte er sich kontinuierlich und erreichte etwa zur Mitte des Jahres seine Weiten aus dem Vorjahr. Im Mai sprang er in Havanna 8,28 m und konnte anschließend bei den U20-Weltmeisterschaften im polnischen Bydgosz die Goldmedaille gewinnen. Nicht ganz so weit sprang er dann bei den Olympischen Spielen in Rio de Janeiro. Mit 7,81 m schied er als Sechster in seiner Qualifikationsgruppe aus. 2017 stellte er im Juli mit 8,33 m seine aktuelle persönliche Bestleistung auf und konnte sich für die Weltmeisterschaften in London qualifizieren. Dort erreichte er das Finale, in dem er seine Saisonbestleistung mit 8,26 m annähernd bestätigte und den fünften Platz belegte. 2018 nahm Massó an den Hallenweltmeisterschaften in Birmingham teil. Mit 7,71 m stellte er eine persönliche Hallenbestleistung auf, mit der er 13. wurde. Im Verlaufe des Sommers kam er nicht mehr an die Acht-Meter-Marke heran. Das Jahr 2019 begann zunächst mit guten Weiten, in der Folge sprang er allerdings deutlich unter seinem Leistungslimit und belegte im Rahmen der Panamerikanischen Spiele den 12. Platz.
Bei den Olympischen Spielen 2020 in Tokio gewann er mit einer Weite von 8,21 m Bronze hinter dem Griechen Miltiadis Tendoglou und seinem Landsmann Juan Miguel Echevarría die jeweils 8,41 m weit sprangen. Im Frühjahr 2022 startete er bei den Hallenweltmeisterschaften in Belgrad. Dort gelang es ihm nicht innerhalb der ersten drei Versuche eine gültige Weite zu erreichen, womit er als Letzter ausschied. Im Juli nahm er zum dritten Mal an den Weltmeisterschaften teil. Als Fünfter seiner Qualifikationsgruppe konnte er in das Finale einziehen, in dem er mit seiner Saisonbestleistung von 8,15 m den vierten Platz belegte.
Maykel Massó wurde in den Jahren 2016, 2017 und 2023 kubanischer Meister im Weitsprung.

## Wichtige Wettbewerbe
| Jahr             | Veranstaltung                 | Ort              | Platz            | Disziplin        | Weite            |
| Startet für Kuba | Startet für Kuba              | Startet für Kuba | Startet für Kuba | Startet für Kuba | Startet für Kuba |
| ---------------- | ----------------------------- | ---------------- | ---------------- | ---------------- | ---------------- |
| 2015             | U18-Weltmeisterschaften       | Cali             | 1.               | Weitsprung       | 8,05 m           |
| 2015             | U20-Panamerikameisterschaften | Edmonton         | 10.              | Weitsprung       | 7,11 m           |
| 2015             | Weltmeisterschaften           | Peking           | 23.              | Weitsprung       | 7,70 m           |
| 2016             | U20-Weltmeisterschaften       | Bydgoszcz        | 1.               | Weitsprung       | 8,00 m           |
| 2016             | Olympische Spiele             | Rio de Janeiro   | 15.              | Weitsprung       | 7,81 m           |
| 2017             | Weltmeisterschaften           | London           | 5.               | Weitsprung       | 8,26 m           |
| 2018             | Hallenweltmeisterschaften     | Birmingham       | 13.              | Weitsprung       | 7,71 m           |
| 2019             | Panamerikanische Spiele       | Lima             | 12.              | Weitsprung       | 7,21 m           |
| 2021             | Olympische Spiele             | Tokio            | 3.               | Weitsprung       | 8,21 m           |
| 2022             | Hallenweltmeisterschaften     | Belgrad          |                  | Weitsprung       | o.g.V.           |
| 2022             | Weltmeisterschaften           | Eugene           | 4.               | Weitsprung       | 8,15 m           |

## Persönliche Bestleistungen
Freiluft
- Weitsprung: 8,39 m (+0,6 m/s), 29. Mai 2021, Havanna

Halle:
- Weitsprung: 8,15 m, 22. Februar 2023, Madrid